# Chemin néocatéchuménal
 (avril 2024).
Si vous disposez d'ouvrages ou d'articles de référence ou si vous connaissez des sites web de qualité traitant du thème abordé ici, merci de compléter l'article en donnant les références utiles à sa vérifiabilité et en les liant à la section « Notes et références ».
Pour les articles homonymes, voir Chemin (homonymie).
Le Chemin néocatéchuménal est un mouvement de l'Église catholique. Il a été, en vertu de ses statuts approuvés de façon définitive par le Saint-Siège le 13 juin 2008, reconnu par Jean-Paul II comme un « itinéraire de formation catholique », c'est-à-dire une école de vie chrétienne catholique.
Il a été lancé dans le quartier de Palomeras, à la périphérie de Madrid en 1964 par deux laïcs espagnols, Francisco José Gómez de Argüello (dit Kiko Argüello) et Carmen Hernández. Avec le prêtre italien Mario Pezzi, ils forment l'équipe internationale responsable du Chemin.
Dès 1964 et jusqu'aujourd'hui, le Chemin s'est propagé dans le monde entier. En 2008, il est présent dans plus de 6 000 paroisses, dans 1 000 diocèses, et dans 128 pays, particulièrement en Italie et en Espagne, dans 9 000 paroisses et compte 42 000 communautés. Chaque communauté compte entre 20 et 50 personnes. Il compte également 105 séminaires Redemptoris Mater en 2015, avec environ 3 000 prêtres et 1 500 séminaristes.
Cet itinéraire a été voulu à la suite du concile Vatican II. Il prône une action de l’Église face aux changements sociaux de la fin du XIXe siècle et du XXe siècle (en particulier la laïcité) et un retour aux enseignements du christianisme ancien. Pendant ces trente dernières années, l'institution a mis en place différents séminaires dans le monde entier et est actuellement l’une des institutions connaissant la plus forte croissance dans l’Église catholique.
Le 20 janvier 2012, le Conseil pontifical pour les laïcs a publié un décret approuvant les célébrations prévues dans le Répertoire catéchétique du Chemin néocatéchuménal,.
Le 1er février 2014, recevant certains de ses membres, le pape François les a appelés à respecter la liberté de ses membres,.

## Histoire
Carmen Hernández, cofondatrice du Chemin néocatéchuménal avec Kiko Argüello et le P. Mario Pezzi, est morte le 19 juillet 2016 à Madrid à l’âge de 85 ans.
En 1964, Francisco (Kiko) Argüello, un peintre né à León (Espagne) formé par les Cursillos de Cristiandad, et Carmen Hernández, diplômée en chimie et formée à l'Institut Misioneras de Cristo Jesús, se rencontrent parmi les habitants des bidonvilles de Palomeras Altas, à la périphérie de Madrid. Après trois ans, dans ce milieu composé essentiellement de pauvres, se forme une synthèse « kérygmatique, catéchético-liturgique ». Soutenue par la Parole de Dieu, la Liturgie et l'expérience communautaire, elle deviendra la base de ce que le Chemin néocatéchuménal portera dans le monde entier, dans la mouvance du Concile Vatican II. Casimiro Morcillo González (1904-1971), alors archevêque de Madrid, approuve cette expérience et la fait connaître aux paroisses de Madrid, puis de Rome.
En 1968, en effet, le Chemin démarre à Rome avec l'autorisation du cardinal Angelo Dell'Acqua, vicaire général de la ville, dans la paroisse de Notre-Dame-du-Très-Saint-Sacrement-et-des-Saints-Martyrs-canadiens.
En 1969, peu après son ordination presbytérale, le prêtre italien Mario Pezzi rejoint l'équipe de Kiko et Carmen.
En 1974, l'expérience, après enquête et jugement, est approuvée par la congrégation pour le Culte Divin et recommandée comme « un exemple excellent de ce renouveau liturgique et catéchétique » voulu par le Concile. Elle lui donne le nom de « Communautés néocatéchuménales ». Celles-ci se multiplient dans les cinq continents.
Après quarante ans d'existence, cette expérience, née dans un des faubourgs les plus pauvres de Madrid, s'étend maintenant à plus de 120 pays, 9 000 paroisses, 1 000 diocèses, avec 42 000 communautés.

## Statuts et reconnaissance
Le 30 août 1990, le pape Jean-Paul II a défini le néocatéchuménat dans sa Lettre « Ogniqualvolta » à Paul Josef Cordes alors vice-président du Conseil pontifical pour les laïcs, chargé ad personnam du Chemin néocatéchuménal comme un « itinéraire de formation catholique ».

### Statuts provisoires
Dans une « lettre autographe » envoyée le 5 avril 2001 au cardinal James Stafford, le pape Jean-Paul II assignait au Conseil pontifical pour les laïcs la mission de mener à terme le processus d'approbation juridique des statuts du Chemin, lui donnant ainsi la compétence nécessaire pour trouver un cadre juridique nouveau. Ceux-ci ne voulaient pas que le Chemin soit considéré comme une « association publique internationale de fidèles » mais bien comme un « catéchuménat post-baptismal » de l’Église.
Par un décret du Conseil pontifical pour les laïcs signé le 29 juin 2002, les Statuts provisoires ont été approuvés ad experimentum pour une durée de cinq ans, selon la norme canonique de l'Église. Ce décret conclut un processus de réflexion institutionnelle sur la réalité de la vie du Chemin, qui a démarré en 1997.

### Statuts définitifs
Le 13 juin 2008, à Rome, le cardinal Stanislaw Rylko a signé le décret d'approbation définitive du Statut du Chemin Néocatéchuménal.

### Reconnaissance du «Directoire catéchétique»
Le 17 janvier 2011, dans un discours aux membres du Chemin, le pape Benoît XVI annonçait la reconnaissance théologique et juridique du Directoire catéchétique du Chemin néo-catéchuménal c'est-à-dire de l'ensemble des catéchèses et des rites constitutifs de cette initiation chrétienne post-baptismale. Le décret d'approbation du directoire catéchétique a été signé le 26 décembre 2010 par le cardinal Rylko. Il indique que ce directoire est composé de treize volumes qui ont été étudiés par la Congrégation pour la Doctrine de la Foi entre 1997 et 2003.

## Équipe responsable internationale
Le Chemin néocatéchuménal est dirigé par l'équipe composée des fondateurs Kiko et Carmen et d'un prêtre accompagnateur, l'Italien Mario Pezzi.
Cette équipe désigne un collège d'électeurs composé de 72 personnes dont les noms sont transmis au Conseil pontifical pour les laïcs. Ce collège a pour mission de désigner l'équipe responsable internationale à la mort des deux fondateurs. L'équipe devra obligatoirement être composée d'un prêtre, qui garantit l'orthodoxie et l'orthopraxie du néocatéchuménat, et soit d'un couple marié et d'un homme célibataire, soit d'un homme célibataire et d'une femme célibataire. Après le décès de Carmen Hernandez, María Ascensión Romero est nommée membre de l'équipe.

## Implantations

### Dans le monde
Le plus grand nombre de communautés dans le monde se trouve en Italie. D'autres pays en Europe comme l'Espagne, la Pologne, les Pays-Bas, la Belgique, le Portugal, l'Autriche, la Croatie, et Malte ont un grand nombre de communautés. La plus grande densité de communautés au monde par rapport à la population se trouve à Malte (avec 100 communautés sur une île-nation de 400 000 Maltais seulement). Guam est la seconde avec 35 communautés (la population Catholique de l'île est un peu plus de 115 000), suivie par l'Andorre avec 20 communautés dans une nation de 70 000 personnes). Les Philippines comptent quant à elles plus de 700 communautés. En Australie, il y a environ 50 communautés. Les communautés d'Afrique connaissent un développement rapide dépassant les 800. Le Chemin est présent aussi au Moyen-Orient. Le Liban a le plus grand nombre dans la région, avec environ 50 communautés. Le chemin se trouve aussi en Égypte, en Israël, en Palestine, en Jordanie, au Koweït et en Irak. En Asie, le Chemin néocatéchuménal est présent en Inde, au Kazakhstan, au Japon, en Chine, à Hong Kong, au Sri Lanka, au Pakistan, en Indonésie, en Malaisie, à Singapour, au Timor Oriental et en Corée du Sud. En Amérique Centrale, le chemin compte plusieurs centaines de communautés au Honduras, au Guatemala, au El Salvador, au Nicaragua, au Costa Rica, au Panama et moins de 10 communautés au Belize. En Amérique du Sud, le chemin est très populaire et compte beaucoup de communautés, il en est autrement en Amérique du Nord où la sécularisation est plus forte. Les communautés aux États-Unis sont souvent composées de gens d'origine sud américaine. Au Canada, il y a une trentaine de communautés réparties en Colombie-Britannique, Ontario et au Québec. Aujourd'hui, il y a plus de 40 000 communautés dans le monde.[réf. nécessaire]
Le Chemin néo-catéchuménal est également présent au Pérou, notamment dans les villes de Callao et de Lima.
Le 7 janvier 2012, le cardinal Rouco a ordonné comme nouvel évêque de Callao l'espagnol Jose Luis Del Palacio, membre du chemin néocatéchumenal et recteur du séminaire Redemptoris Mater de Callao.
Le chemin s'est aussi implanté en Allemagne ayant notamment pour soutien le futur pape Benoît XVI.
Le chemin neo-catéchuménal est aussi présent en Afrique depuis la fin des années 1970. Les plus anciennes communautés sont en République démocratique du Congo et en Côte d'Ivoire. Outre ces deux pays, on trouve le chemin en Afrique du Sud, en Angola, au Bénin, au Burkina Faso, au Burundi, au Cameroun, en Centrafrique, au Congo Brazzaville, au Gabon, au Kenya, à Madagascar, au Nigeria, en Ouganda, au Rwanda, au Soudan, en Tanzanie, au Togo et en Zambie. En 2012, on compte des séminaires Redemptoris Mater au Cameroun, en République démocratique du Congo, en Zambie, en Tanzanie, en Angola, en Côte d'Ivoire, à Madagascar, et au Gabon.

### En France
À Paris, le néocatéchuménat est présent dans deux paroisses : à l'église Notre-Dame-de-Bonne-Nouvelle, dans le 2e arrondissement, et à la paroisse Saint-Honoré-d'Eylau, dans le XVIe arrondissement.
Dans la région parisienne, le Chemin se trouve à la paroisse Sainte-Jeanne-d'Arc de Meudon  où Thierry Bizot, l'auteur de Catholique anonyme, a suivi les « catéchèses initiales » et à Bagneux.
Des communautés sont également présentes à Montpellier, Pernes, Strasbourg, Mulhouse, Dijon, Bayonne, Avignon, Albi (paroisse Sainte-Cécile), Lyon, Saint Étienne, Bourges, Marseille, Perpignan, Niort, Orléans, Aix en Provence, Nevers, Nice, Toulon, Nancy.
Depuis mars 2016 :  Bordeaux, Biarritz, Toulouse, Pamiers, Orange, Arras, Pau.

### En Belgique
Le chemin néocatéchuménal est présent dans différentes paroisses principalement du sud du pays; Velaine, Jambes, Assesse, Liège... Un peu moins de la moitié des nouveaux prêtres ordonnés en Belgique sont issus du séminaire Redemptoris Mater de Namur.

## Apostolats

### Séminaires

#### Particularités
Les séminaires du Chemin néocatechuménal sont appelés Redemptoris Mater. En 1988, le cardinal Ugo Poletti, vicaire général de la ville de Rome, érige canoniquement le premier séminaire du Chemin néocatéchuménal appelé collège missionnaire diocésain Redemptoris Mater. La direction de ce séminaire fut confiée à Giulio Salimei - évêque auxiliaire de Rome - qui en a été le premier recteur. Maximino Romero alors à la retraite apporta son concours à la formation des séminaristes comme directeur spirituel.
Les séminaires Redemptoris Mater ont deux caractéristiques :
- ce sont des séminaires diocésains. Ils sont érigés par des évêques diocésains pour former des prêtres diocésains. Les séminaristes issus du néocatéchuménat suivent le même cursus universitaire que les autres séminaristes diocésains, ils suivent les mêmes cours, passent les mêmes examens ;
- ce sont des séminaires missionnaires. Ils accueillent des séminaristes qui proviennent de différents pays et qui font, parfois, un stage à la fin du 1er cycle dans un autre diocèse ou un autre pays. Parmi les prêtres ordonnés, certains seront envoyés, après accord de l'évêque, comme prêtres Fidei donum ailleurs dans le monde

#### Importance et localisation
En 2015, on dénombre 105 séminaires diocésains missionnaires « Redemptoris Mater », dont 50 en Europe, 34 en Amérique, 9 en Asie, 10 en Afrique, et 2 en Australie.
En Belgique, il y a un collège international Redemptoris Mater  à Namur. Il a été érigé par l'évêque de l'époque, André Léonard, le 30 juin 2000.
En France, il y a cinq séminaires : 
- à Strasbourg où le séminaire est dirigé, depuis 2001, par Thomas Cornier (ordonné en 1995 à Rome)[31],[32] ;
- à La Seyne-sur-Mer dans le diocèse de Fréjus-Toulon dirigé par le P. José Ortuno Bordallo[33] ;
- à Sorgues dans le diocèse d'Avignon dirigé par le P. Paolo Pressaco de 2004 à 2009[34] puis par le P. Giuseppe Giau (ordonné à Varsovie en 2004)[35] ;
- à Bayonne.

À Paris la maison Sainte Catherine de Sienne accueille 9 séminaristes du Chemin qui étudient à l'Institut catholique de Paris. Elle est une antenne du séminaire Redemptoris Mater de Madrid.
Au Canada, il y a un séminaire Redemptoris Mater à Toronto (depuis 1999), Québec (depuis 2009) et Vancouver (depuis 2013).

### Familles
C'est le 28 décembre 1986 que les douze premières familles du Chemin néocatéchuménal sont parties en mission dans différents pays du monde pour évangéliser et soutenir les communautés naissantes par le partage de leur expérience. Elles doivent souvent apprendre une langue qu'elles ne connaissent pas, s'intégrer socialement et trouver elles-mêmes les emplois nécessaires pour pourvoir à leurs besoins.
Le pape Jean-Paul II a présidé plusieurs cérémonies d'envoi des familles en mission au Vatican où il leur a personnellement remis une croix : en 1988, en 1991 et en 1994.
Le pape Benoît XVI a lui aussi participé à l'envoi de familles en mission en 2006, et en 2011. Le pape François, à son tour, en a envoyé 414, le 1er février 2014.
D'après les informations du site zenit.org, « le nombre des familles du mouvement envoyées en mission dans le cadre de la nouvelle évangélisation s'élève à plus de 800 dans 78 pays, avec 3.097 enfants, dont 389 en Europe, 189 en Amérique, 113 en Asie, 56 en Australie, 46 en Afrique et 15 au Moyen-Orient »

### Jeunes
De nombreuses rencontres de jeunes du Chemin néocatéchuménal sont faites par les fondateurs en présence de l'évêque du diocèse dans lequel se déroule le rassemblement et éventuellement d'autres prélats voire du pape. À l'issue de chaque rencontre, le Chemin lance un « appel vocationnel » : aux jeunes hommes qui sentent un appel à la vocation presbytérale, aux jeunes filles qui sentent un appel à la vie religieuse.[réf. nécessaire]
Le 3 septembre 2007 s'est tenue une rencontre à Loreto (Italie) dans le cadre de l'invitation du pape Benoît XVI à tous les jeunes catholiques.[réf. nécessaire]
Le 21 juillet 2008, à la suite des JMJ de Sydney, le néocatéchuménat a organisé une rencontre de jeunes à laquelle a assisté Mgr André Léonard et dont il s'est fait l'écho sur le site de son diocèse.
Le 29 mai 2011, le Chemin a organisé une rencontre de jeunes de divers pays d'Europe, en préparation aux JMJ de Madrid, dans un stade de Düsseldorf, en présence du cardinal Joachim Meisner.[réf. nécessaire]

## Critiques et controverses
Le Chemin néocatéchuménal a parfois fait l'objet de critiques depuis quarante ans, notamment de la part de certains évêques. Les inquiétudes portent sur des points de doctrine, de liturgie et d'organisation.

### Sur la liturgie

#### Le cas de la liturgie eucharistique
Le 1er décembre 2005, le préfet de la Congrégation pour le culte divin et la discipline des sacrements, Francis Arinze, a adressé une lettre aux fondateurs du Chemin néocatéchuménal « sur la célébration de la messe dans les communautés du Chemin » dans laquelle il précisait les pratiques liturgiques licites et prescrivait une série de modifications d'usages dans le Chemin.
La lettre s'inscrivait dans le processus de reconnaissance du statut du Chemin néocatéchuménal qui prévoyait un temps d'étude approfondi des manières de faire dans le mouvement.
Dans sa lettre, le cardinal Arinze confirme l'autorisation de la Congrégation aux communautés néocatéchuménales :
- de célébrer la messe en petits groupes ;
- de célébrer la messe le samedi soir ;
- de déplacer le rite de l'échange de la paix après les prières universelles ;
- de faire des monitions aux lectures ;
- de donner un témoignage personnel après la lecture de l'évangile et avant l'homélie.

Mais le cardinal insiste également sur des changements attendus :
- l'utilisation intégrale des livres liturgiques c'est-à-dire concrètement la récitation du Credo et de l'Agnus Dei ;
- l'usage de toutes les prières eucharistiques.

Cette lettre a fait polémique. dans la mesure où certains commentateurs y ont vu une « mise au pas » ou un « rappel à l'ordre » du Chemin, soulignant uniquement les modifications exigées par le cardinal Arinze. Giuseppe Gennarini, « responsable du Chemin Néocatéchuménal aux États-Unis et chargé des relations de ce groupe ecclésial avec la presse » a, au contraire, plutôt communiqué sur les aspects positifs à savoir la reconnaissance de nombreuses particularités liturgiques du Chemin. André Léonard s'est élevé contre ce qu'il considérait comme une conception erronée de cette lettre.
L'article 13 du statut définitif du Chemin néocatéchuménal précise que la communion est prise debout et à sa place.

#### Le cas des liturgies propres aux étapes du néocatéchuménat
Le 8 janvier 2012, le Conseil Pontifical des Laïcs a publié un décret approuvant les célébrations contenues dans le Directoire catéchétique du Chemin néocatéchumenal qui, « par leur nature même, ne sont pas réglementées par les livres liturgiques de l’Église ».
Le 20 janvier 2012, en présence de 7000 de ses membres, Benoît XVI a souligné dans son discours que seules « sont l’objet de l’approbation les célébrations » présentes dans le Directoire catéchétique du Chemin néocatéchuménal qui « ne sont pas strictement liturgiques ».
Le pape n'a donc pas approuvé toute la liturgie du Chemin néocatéchuménal, mais les célébrations internes à la communauté, incluses dans le parcours catéchétique, qui n'ont pas de caractère liturgique. Benoît XVI a réaffirmé à cette occasion que « la célébration dans les petites communautés » doit être « régie par les livres liturgiques, qui doivent être suivis fidèlement », même si c’est « avec les particularités figurant dans les statuts du Chemin qui ont été approuvées ». Ces particularités concernent des points mineurs, effectivement approuvés, comme les « monitions » avant les lectures, ou l'échange du baiser de paix après la prière universelle.

### Sur la doctrine

#### L'accusation d'hérésie
De nombreux détracteurs du Chemin l'ont accusé d'être hérétique. C'est le prêtre italien Enrico Zoffoli qui a lancé l'accusation dans six ouvrages rédigés entre 1990 et 1996[réf. nécessaire]. Sa critique a été reprise par le mouvement des traditionalistes lefebristes - notamment le Courrier de Rome dès 1991 - et par Gordon Urquhart dans son livre L'armada du pape. L'abbé Zoffoli s'est attelé à comparer des catéchèses de Kiko Argüello avec les textes de l'Église.
D'un autre côté, le Directoire catéchétique du Chemin néocatéchuménal a été validé par le Conseil pontifical pour les laïcs après étude de la Congrégation pour la doctrine de la foi qui a corrigé certaines formulations maladroites et demandé que soient intégrées « différentes citations du Catéchisme de l'Église Catholique » afin de prouver que les catéchèses du Chemin sont conformes à la Foi de l'Église.

#### Le reproche d'une théologie trop orthodoxe
D'autres personnes accusent le Chemin de s'attacher d'une façon trop servile à la doctrine de l'Église : à leurs yeux, le Chemin serait trop romain. C'est ce que soulignait Gordon Urquhart en considérant le Chemin comme une « armada du pape ». Expression reprise sous une forme à peine différente par le journaliste Henri Tincq qui rangeait le Chemin dans la catégorie des « fantassins » de l’Église, alors que Laurent Frölich le qualifie de mouvement « intransigeant » et que Golias magazine le dénonce comme « fondamentaliste et même fanatique ». Bref, le Chemin serait un mouvement « conservateur », aux ordres du pape, soumis aux règles morales édictées par le Vatican, comme en témoigne la réception sans réserve de l'encyclique Humanae Vitae du pape Paul VI, dans un esprit d'obéissance et de confiance qui tranche avec les critiques de certains prêtres et laïcs. Ce radicalisme de la foi a été critiqué par des personnes qui, comme Gordon Urquhart, ont cherché à le disqualifier. Or, l'enseignement moral du Chemin sur l'amour et la régulation des naissances est en tout point conforme à celui de l'Église. Bref, pour nombre de « progressistes », le Chemin serait une formation trop légitimiste à l'égard du pape, trop conformiste et pas assez « critique ». Henri Bourgeois écrivait ainsi : « je me demande si [cette formation] (...) conduit à susciter des croyants libres et lucides ».

### Sur l'organisation
Le Chemin néocatéchuménal a connu quelques échecs d'implantation, souvent dus à une méconnaissance de sa substance[Interprétation personnelle ?]

#### En Angleterre
En 1996, l'évêque du diocèse anglais de Clifton, Mervyn Alexander a interdit la présence du Chemin néocatéchuménal à la suite d'une enquête défavorable dans trois paroisses où il était présent. Cependant, aujourd'hui le Chemin existe dans plusieurs paroisses anglaises notamment à Londres dans la paroisse Saint-Charles-Borromée.

#### Au Japon
Le Chemin y est présent depuis les années 1970. La contestation a commencé avec la présence du séminaire Redemptoris Mater fondé en 1990. Il n'y avait au Japon que deux séminaires diocésains et ce séminaire était donc le troisième du pays, ce qui posait la question du coût et de la place trop visible et trop importante de ce type de séminaire dans un pays où le catholicisme est marginal. Le séminaire a été officiellement fermé en 2009 après consultation et accord des autorités vaticanes. La contestation s'est faite, ensuite, sur l'organisation particulière des communautés néocatéchuménales. Certains évêques japonais ont dénoncé un manque de transparence à leur égard sur la question financière et sur le rôle des laïcs étrangers dans les paroisses trop porté à l'évangélisation alors que les évêques attendaient d'eux de participer aux tâches ordinaires de la paroisse, en particulier l'accueil des migrants. En 2011, malgré l'opposition du pape, les évêques japonais ont interdit l'organisation des activités habituelles du néocatéchuménat. Mais ils n'ont pas renvoyé les « familles en mission » étrangères ni les prêtres du mouvement auxquels ils ont témoigné une reconnaissance personnelle, comme l'a fait Mizobe Osamu, évêque de Takamatsu 
Ikenaga Jun, archevêque d’Osaka et président de la Conférence épiscopale du Japon, reproche au Chemin de ne pas être culturellement soluble dans son pays.
Les prêtres et les familles en mission au Japon poursuivent leur mission dans l'acceptation de la décision prise par les autorités diocésaines d'interdire les réunions et célébrations du Chemin.
Ces deux cas restent cela dit l’exception plutôt que la règle dans la mesure où, si des conflits peuvent survenir et si des oppositions peuvent s'exprimer dans des paroisses, ceux-ci finissent par être régulés et ne se terminent pas par des décisions aussi radicales.
L'historien Gérard Cholvy a montré que les difficultés d'implantation d'un nouveau mouvement ou d'une nouvelle organisation dans la paroisse sont « normales » car récurrentes dans l'histoire de l'Église : quand un nouveau groupe ou mouvement apparaît, il fait l'objet d'un rejet de la part des autres composantes de la paroisse. Après les scouts, l'Action catholique, le Renouveau charismatique, c'est donc au tour du Chemin de susciter la controverse. Et comme l'ont fait tous les autres mouvements avant lui, le néocatéchuménat se réfère, lui-aussi, au pape qu'il invoque comme soutien face à ses détracteurs. Si les conflits sont dus aux « détrônés » ou au « déçus » des mouvements, ils sont également dus à l'attitude des membres de ces mouvements qui peut être mal comprise et blessante, comme l'avait déjà souligné le cardinal Ratzinger en 1998. Les paroissiens peuvent donc parfois considérer les communautés comme des organisations élitistes et ressentir une forme de « complexe d'infériorité » de type spirituel, qui peut provenir du regard ou de propos maladroits de membres du Chemin.
Dans son enquête pour le journal La Croix, la journaliste Claire Lesegretain a montré que l'implantation des communautés dans les paroisses alsaciennes se passe sans problème. Dans son article, elle souligne une contradiction : tantôt il est reproché aux membres du Chemin d'être trop discrets dans la paroisse, de faire « bande à part » en quelque sorte, tantôt il leur est reproché d'être trop impliqués, de « noyauter » la paroisse.
Ce qui est souvent reproché au Chemin, c'est que les communautés célèbrent en petits groupes le samedi soir. Or, cette pratique est reconnue comme légitime et licite dans le Statut définitif du Chemin. Les eucharisties du Chemin néocatéchuménal sont désormais considérées comme faisant partie des offices de la paroisse, donc sont accessibles à tous les paroissiens.
La reconnaissance de leur statut et du Directoire catéchétique par le pape leur apporte une garantie du point de vue doctrinal et un cadre général qui doit éviter certaines dérives de fonctionnement.
Le 1er février 2014, le Pape François a fait quelques recommandations lors d'un envoi en mission de familles du Chemin  :
« la liberté de chacun ne doit pas être forcée, et l’on doit respecter aussi le choix éventuel de celui qui, en dehors du Chemin, aurait décidé de chercher d’autres formes de vie chrétienne qui l’aident à grandir dans sa réponse à l’appel du Seigneur » ;
« La communion est essentielle : parfois il vaut mieux renoncer à vivre tous les éléments que votre itinéraire exigerait, en vue de garantir l'unité entre les frères qui forment l'unique communauté ecclésiale, avec laquelle vous devez toujours vous sentir en communion ».